# Militärflugplatz Grazzanise

i7
i11
i13
Der Militärflugplatz Grazzanise (ICAO-Code: LIRM) befindet sich in der süditalienischen Region Kampanien, rund 30 Kilometer nördlich von Neapel und knapp 20 Kilometer westlich der Provinzhauptstadt Caserta auf dem Gebiet der Gemeinde Grazzanise.

## Infrastruktur und Nutzung
Der links des Flusses Volturno und wenige Kilometer vor dessen Mündung ins Mittelmeer gelegene Militärflugplatz hat eine knapp drei Kilometer lange, betonierte, von Nordosten nach Südwesten verlaufende Start- und Landebahn (06/24). Parallel dazu verläuft im westlichen Bereich des schmalen Flugplatzgeländes eine nicht asphaltierte, wenig befestigte Piste und südlich eine parallele Rollbahn. An deren Enden befinden sich im Nordosten und Südwesten kleinere Abstellflächen für Luftfahrzeuge mit dazugehörigen Gebäuden, darunter Hangars und neun Hardened Aircraft Shelters. Wenige hundert Meter nördlich des Flugplatzes liegt eine Kasernenanlage und eine kleine Siedlung für Militärpersonal, wenige hundert Meter südlich des Flugplatzes ein größtenteils nicht mehr genutztes Munitionslager.
Die genannten Anlagen werden von 9. Geschwader (9º Stormo “Francesco Baracca”) der italienischen Luftwaffe genutzt, das derzeit im Wesentlichen aus der 21. Staffel (21º Gruppo) besteht, die mit Hubschraubern des Typs AgustaWestland AW101 ausgestattet ist. Wegen des Hauptauftrages Combat Search and Rescue verfügt das Geschwader auch über spezialisierte Truppen, die „Luftfüsiliere“ (fucilieri dell’aria) genannt und sowohl als Kampfretter als auch im Objektschutz eingesetzt werden. Das Geschwader untersteht der 1ª Brigata Aerea.
Zu Ausbildungszwecken wird der Flugplatz gelegentlich auch von anderen fliegenden Einheiten genutzt. Dazu gehören insbesondere militärische Flugschulen in Latina und Guidonia. Die wenig befestigte Piste dient dazu, Piloten von Transportflugzeugen auf Auslandseinsätze vorzubereiten, bei denen oft nur notdürftig präparierte Start- und Landebahnen zur Verfügung stehen.
In dem Kasernenareal ist auch das 2nd NATO Signal Battalion untergebracht, ein multinationaler Fernmeldeverband der NATO.

## Geschichte
Der Militärflugplatz Grazzanise entstand in den 1920er Jahren als einfacher Behelfsflugplatz. Nachdem die Offizierschule der 1923 gegründeten italienischen Luftwaffe Ende 1926 in das Schloss von Caserta eingezogen war, nutzte man die Flugfelder in Capua und Grazzanise zur Pilotenausbildung. 1943 wurde der Flugplatz durch alliierte Bomber zerstört und nach 1945 ganz aufgegeben.

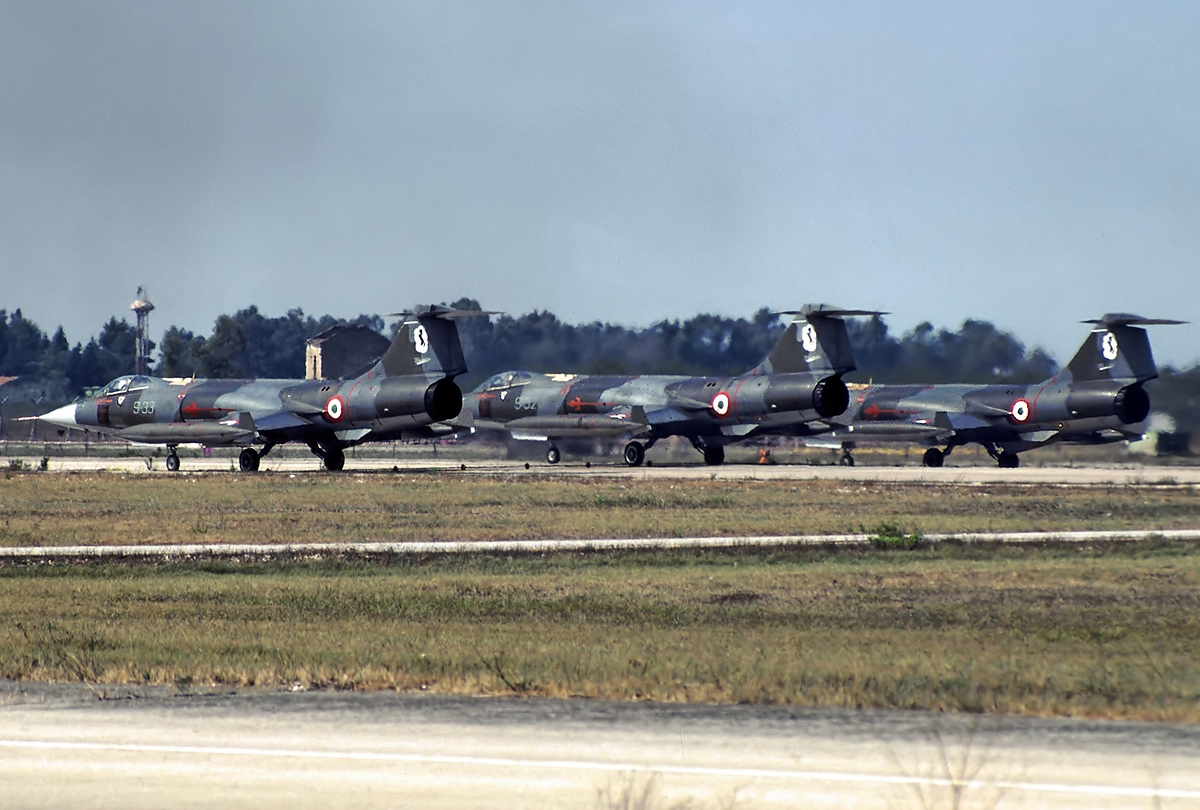
Starfighter in Grazzanise

In seiner heutigen Form entstand der Flugplatz Ende der 1950er Jahre. Benannt wurde er nach dem aus Neapel stammenden Militärpiloten Carlo Romagnoli, der 1941 über Malta fiel. Ab Ende 1961 diente der Flugplatz als vorgeschobener Stützpunkt der 10. Jagdstaffel (X Gruppo) des 4. Geschwaders (4º Stormo) in Grosseto. 1963 rüstete die Staffel von der F-86 Sabre auf die F-104 Starfighter um. Am 27. September 1967 entstand aus dem Flugplatzkommando Grazzanise das 9. Geschwader wieder, das mit der X Gruppo nur eine fliegende Staffel hatte. In einer Teileinheit dieser Staffel, der 91ª Squadriglia, hatte im Ersten Weltkrieg das Fliegerass Francesco Baracca gedient, weswegen man 1969 das ganze 9. Geschwader nach ihm benannte. In dieser Form operierte es mit seiner Starfighter-Jagdstaffel und einer Rettungshubschrauber-Einheit (609ª Squadriglia) auf AB 212 bis 2004. Die 10. Jagdstaffel in Grazzanise hatte wegen politischer Spannungen mit Jugoslawien und dann auch wegen der Jugoslawienkriege eine wichtige Rolle innerhalb der italienischen Luftverteidigung. Eine ihrer Hauptaufgaben war, zusammen mit einer Jagdstaffel aus Grosseto, der Schutz der italienischen Hauptstadt Rom sowie der Hafenstadt Neapel und der dort angesiedelten höheren NATO-Stellen (Allied Forces Southern Europe). 1999 stationierten Dänemark und Norwegen einige Kampfflugzeuge vom Typ F-16 in Grazzanise, von wo aus sie an der Operation Allied Force über dem ehemaligen Jugoslawien teilnahmen. Die Hubschrauber-Einheit des 9. Geschwaders wurde auch für die Allgemeinheit eingesetzt; besonders 1980 nach dem Irpinien-Erdbeben und 1998 nach Erdrutschen in Sarno und einigen Nachbarorten leistete sie wertvolle Hilfe.
Wegen der Verspätungen bei der Einführung des Eurofighter Typhoon sah sich die italienische Luftwaffe 2004 gezwungen, die mehrfach kampfwertgesteigerten Starfighter definitiv aus dem Truppendienst zu nehmen und sie durch geleaste F-16 zu ersetzen. Letztere wurden im norditalienischen Cervia und in Trapani auf Sizilien stationiert. Die 10. Jagdstaffel verließ Grazzanise in Richtung Trapani, wo sie bis 2010 die F-16 einsetzte, dann kam sie nach Gioia del Colle und rüstete auf den Eurofighter um.
In Grazzanise, das nach dem Ende des Kalten Krieges und der Jugoslawienkriege seine Luftverteidigungsrolle verloren hatte, baute man in der Zwischenzeit die verbliebene Rettungshubschrauber-Einheit aus. Sie sollte eine Spezialeinheit der Luftwaffe unterstützen und Aufgaben im Bereich Combat Search and Rescue übernehmen. Schließlich erhielt sie 2006 die Bezeichnung 21º Gruppo, wodurch eine ehemalige Jagdstaffel aus dem norditalienischen Cameri zu neuem Leben erweckt wurde. Die 21º Gruppo hat einen Tiger im Wappen, weswegen sie seit den 1960er Jahren am NATO Tiger Meet teilnahm. Dank der Wiederaufstellung der Staffel ist die italienische Luftwaffe mit Hubschraubern aus Grazzanise bei diesen Veranstaltungen wieder vertreten.

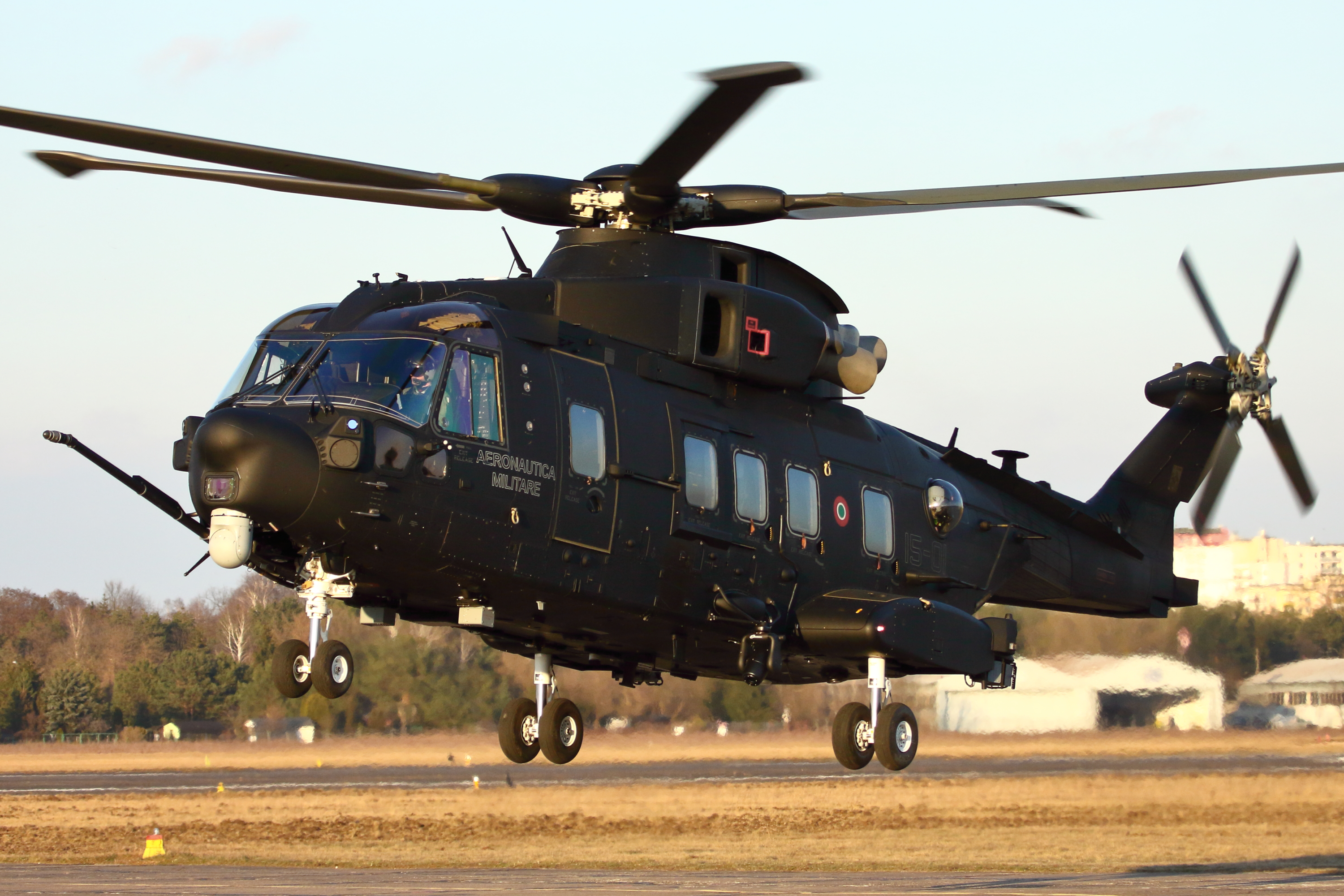
AW101 (HH-101 Caesar) der italienischen Luftwaffe

Am relativ kleinen Militärflugplatz Grazzanise fanden in den letzten Jahren Modernisierungsarbeiten statt. Im nördlichen Kasernenbereich schuf man Platz für das 2nd NATO Signal Battalion, das 2012 nach Grazzanise verlegt wurde. Ebenfalls 2012 konnte auf dem Flugplatzgelände die wenig befestigte Übungsbahn für Transportflugzeuge eröffnet werden. Nach 2020 begann im Nordosten der Bau neuer Hubschrauber-Hangars für die 21. Staffel, die gleichzeitig ihre erste AgustaWestland AW101 erhielt. Die zwölf von der italienischen Luftwaffe bestellten Hubschrauber dieses Typs wurden zunächst sowohl in Cervia, als auch in Grazzanise stationiert. Das Vorgängermuster vom Typ AB212ICO (HH-212ICO) wurde schließlich im Februar 2024 außer Dienst gestellt.

## Sonstiges
Da der zivile Flughafen Neapel seit längerer Zeit an seiner Kapazitätsgrenze operiert und auf Grund städtebaulicher Einschränkungen nicht wesentlich ausgebaut werden kann, gab es um die Jahrtausendwende Pläne, den Militärflugplatz Grazzanise zu einem weiteren Verkehrsflughafen der Hauptstadt Kampaniens auszubauen. Anfang 2013 gab man diese Pläne seitens der italienischen Regierung ganz auf. Entlastung soll durch den Ausbau des weiter südlich, nahe der Amalfiküste gelegenen Flughafen Salerno kommen.

## Wappen

Wappen 9º Stormo Francesco Baracca
10º Gruppo “Le Picchie”
91ª Squadriglia degli Assi